# Provinciaal gerechtshof in Limburg
Het provinciaal gerechtshof in Limburg was van 1842 tot 1876 een van de provinciale hoven in Nederland. Het hof had zijn zetel in de stad Maastricht. Het rechtsgebied van het hof kwam overeen met de provincie Limburg en was verdeeld in twee arrondissementen: Maastricht en Roermond en tien kantons.
Toen in 1876 de provinciale hoven werden opgeheven verloor Limburg zijn hof. Limburg werd samengevoegd met Noord-Brabant tot het nieuwe ressort 's-Hertogenbosch.